# NGC 2744
NGC 2744 ist eine verschmelzende Balken-Spiralgalaxie vom Hubble-Typ SBb/P im Sternbild Krebs auf der Ekliptik. Sie ist schätzungsweise 149 Millionen Lichtjahre von der Milchstraße entfernt und hat einen Durchmesser von etwa 70.000 Lichtjahren.

Im selben Himmelsareal befinden sich u. a. die Galaxien NGC 2745, NGC 2747, NGC 2749, NGC 2752.
Das Objekt wurde am 21. März 1784 von Wilhelm Herschel entdeckt.